# Хмељницки
Хмељницки (укр. Хмельницький, рус. Хмельницкий, пол.: Chmielnicki) град је у западној Украјини у регији Подоље. Смештен је на реци Јужни Буг и удаљен је 340 км од Кијева. По неслужбеном попису из 2005. у граду живи око 254.000 становника.
Од оснивања до 1954. град се звао Проскуров, (Проскуров), да би у совјетској Украјини добио име према славном Украјинцу Богдану Хмељницком, борцу за слободу из 17. века. Град представља средиште Хмељничке области, а будући да је у прошлости био под управом пољске и руске власти, назив града се, уз украјински, често јавља и на руском и пољском језику. Град има аеродром за међународни саобраћај „Хмељницки ружичнаја“.

## Историја
Првобитно насеље је било окружено дубоким ровом (укр. рив), а кроз насеље је текла река Плоска. Тако се град првобитно звао Плоскурив, а касније је име промењено у Проскурив. Основан је 1431. као Проскурив (рус: Проскуров). да би му 1954, на тристоту годишњицу мира који је договорио славни украјински хетман Богдан Хмељницки, име било промењено у Хмељницки.
Град је неколико пута у својој историји био разрушен и спаљен до темеља. Углавном је био на мети кримских Татара и Пољака, али су претензије показивали и Немци, Швеђани, Руси. Без обзира ко је био актуелни владар града, главнина градског становништва су увек били Украјинци.
У 18. веку, када је овај део Украјине ушао у састав Русије, Проскурив је постао важно окружно место. Статус града Хмељницки добија тек 22. септембра 1937. када је ушао у састав совјетске Украјине.
За време светских ратова на подручју Хемљницког десило се неколико погрома Јевреја које су на те просторе населиле пољске власти. Поједини историчари тврде да је само у Првом светском рату на том подручју убијено преко 1.500 Јевреја.

## Географија
Налази се у западном делу централне Украјине на обалама реке Јужни Буг.

### Клима
На подручју града преовлађује континентална клима, а просечне температуре у јулу су око +22 °C, а у јануару око -6 °C. Лети температуре могу досећи и +36 °C, док зими могу пасти и на -24 °C.
Просечне температуре региона повољне су за успешно узгајање разних ратарских култура, чији годишњи приноси премашују европски просек. На целом простору Хмељничке области преовлађује полишки и шумски вегетацијски покривач.
| Клима (Хмељницки)           | Клима (Хмељницки) | Клима (Хмељницки) | Клима (Хмељницки) | Клима (Хмељницки) | Клима (Хмељницки) | Клима (Хмељницки) | Клима (Хмељницки) | Клима (Хмељницки) | Клима (Хмељницки) | Клима (Хмељницки) | Клима (Хмељницки) | Клима (Хмељницки) | Клима (Хмељницки) |
| Показатељ \ Месец           | .Јан.             | .Феб.             | .Мар.             | .Апр.             | .Мај.             | .Јун.             | .Јул.             | .Авг.             | .Сеп.             | .Окт.             | .Нов.             | .Дец.             | .Год.             |
| --------------------------- | ----------------- | ----------------- | ----------------- | ----------------- | ----------------- | ----------------- | ----------------- | ----------------- | ----------------- | ----------------- | ----------------- | ----------------- | ----------------- |
| Апсолутни максимум, °C (°F) | 12,0 (53,6)       | 17,1 (62,8)       | 23,0 (73,4)       | 26,5 (79,7)       | 31,7 (89,1)       | 33,9 (93)         | 35,5 (95,9)       | 34,0 (93,2)       | 30,4 (86,7)       | 26,6 (79,9)       | 20,0 (68)         | 12,8 (55)         | 35,5 (95,9)       |
| Средњи максимум, °C (°F)    | −2,1 (28,2)       | −0,6 (30,9)       | 4,6 (40,3)        | 12,9 (55,2)       | 19,3 (66,7)       | 22,2 (72)         | 23,9 (75)         | 23,3 (73,9)       | 18,5 (65,3)       | 12,3 (54,1)       | 4,8 (40,6)        | −0,5 (31,1)       | 11,6 (52,9)       |
| Просек, °C (°F)             | −4,5 (23,9)       | −3,5 (25,7)       | 0,8 (33,4)        | 8,0 (46,4)        | 13,9 (57)         | 17,0 (62,6)       | 18,6 (65,5)       | 17,8 (64)         | 13,1 (55,6)       | 7,7 (45,9)        | 2,0 (35,6)        | −2,7 (27,1)       | 7,4 (45,3)        |
| Средњи минимум, °C (°F)     | −7,4 (18,7)       | −6,5 (20,3)       | −2,7 (27,1)       | 3,2 (37,8)        | 8,6 (47,5)        | 11,8 (53,2)       | 13,5 (56,3)       | 12,7 (54,9)       | 8,4 (47,1)        | 3,7 (38,7)        | −0,7 (30,7)       | −5,3 (22,5)       | 3,4 (38,1)        |
| Апсолутни минимум, °C (°F)  | −30,5 (−22,9)     | −27,0 (−16,6)     | −23,6 (−10,5)     | −7,2 (19)         | −2,8 (27)         | 2,2 (36)          | 3,6 (38,5)        | 2,1 (35,8)        | −5,0 (23)         | −11,4 (11,5)      | −17,8 (0)         | −25,4 (−13,7)     | −30,5 (−22,9)     |
| Количина падавина, mm (in)  | 32,5 (12,8)       | 36,4 (14,33)      | 30,2 (11,89)      | 50,0 (19,69)      | 60,6 (23,86)      | 94,1 (37,05)      | 105,0 (41,34)     | 64,4 (25,35)      | 58,4 (22,99)      | 38,0 (14,96)      | 45,5 (17,91)      | 41,7 (16,42)      | 656,8 (258,58)    |
| [ тражи се извор ]          |                   |                   |                   |                   |                   |                   |                   |                   |                   |                   |                   |                   |                   |

## Становништво
Према процени, у граду је 2012. живело 263.703 становника.
| 1979.   | 1989.   | 2001.   | 2012.   |
| ------- | ------- | ------- | ------- |
| 171.801 | 236.938 | 253.994 | 263.703 |

## Градови пријатељи
Хмељницки је побратимљен или има неки вид сарадње са:
- Ћеханов, Пољска
- Модесто, САД
- Бор, Србија
- Силистра, Бугарска
- Бжеско, Пољска